# Мапуто (покрајина)
Покрајина Мапуто (порт. Província de Maputo) једна је од десет покрајина афричке државе Мозамбик. Налази се на крајњем југу земље и обухвата територију површине 26.058 km². 
Према подацима националне статистичке службе, у покрајини је 2017. живело 2.507.098 становника, или у просеку 110,48 ст/km². Административни центар и највеће гардско насеље је град Матола у којем живи преко 60% становништва. Административно је подељена на 8 округа и 4 општине.

## Географија
Покрајина Мапуто се налази на крајњем југу Мозамбика. Граничи се са покрајином Газа на северу, на западу и југу је Јужноафричка Република, односно њене покрајине Мпумаланга и Квазулу-Натал, док је на југозападу територија Краљевине Есватини (некадашњи Свазиланд). На истоку покрајина Мапуто излази на обале Индијског океана. У централном делу обале, уз Мапутски залив, налази се град Мапуто који има статус засебне административне јединице у земљи. Обухвата територију површине 26.058 км² и најмања је од десет мозамбичких покрајина. 
Рељеф овог дела Мозамбика карактеришу простра алувијалне низије са надморским висинама до 100 метара. Најнижа су подручја уз обалу океана где се налазе бројне лагуне и слане мочваре. Надморске висине постепено расту идући ка унутрашњости, до максималних 790 метара (врх Пондуин, monte M'Ponduine) на источним обронцима вулканског масива Лебомбо који се на овом подручју пружају у виду уског појаса смера север-југ. У Мапутском заливу се налази малено острво Ињака (порт. Ilha da Inhaca) површине око 52 км², те архипелаг Шефинских острва. 
Најважније реке у покрајини су Мапуто, Умбелузи и Инкомати са Сабијем. На реци Сабије се налази велика хидроелектрана.

## Историја
Територија покрајине Мапуто се током португалске колонијалне владавине над Мозамбиком налазила у саставу тадашње провинције Ињамбане, да би 1908. подручје јужно од реке Саве било подељено на две покрајине − Лоренсо Маркес и Ињамбане. Године 1946. из покрајине Лоренсо Маркес је издвојена покрајина Газа, а потом 1980. и територија града Мапутоа.

## Демографија и административна подела
Покрајина Мапуто је територија са најбржим растом броја становника у Мозамбику. Тако је према подацима са пописа становништва 2017. у покрајини живело 2.507.098 становника, или 104,68% више у односу на попис из 2007. када је регистровано 1.225.489 житеља.
| 1980.   | 1997.   | 2007.     | 2017.     |
| ------- | ------- | --------- | --------- |
| 500.892 | 806.179 | 1.225.489 | 2.507.098 |

Административни центар и највећи град у покрајини је Матола у којем живи око 1,6 милиона становника. Већа градска насеља су још и Мањиса, Маракуене, Боане, Намаша и Магвде.

### Административна подела
Покрајина Мапуто је административно подељена на 8 округа и 3 општине.
| Округ           | Админ. центар | Површина у км² | Становништво (2017) | Густина насељености (2017) |
| --------------- | ------------- | -------------- | ------------------- | -------------------------- |
| Округ Боане     | Боане         | 820            | 210.498             | 256,70                     |
| Округ Магвде    | Магвде        | 6.960          | 63.691              | 9,15                       |
| Округ Мањиса    | Мањиса        | 2.380          | 208.466             | 87,59                      |
| Округ Маракуене | Маракуене     | 666            | 230.530             | 346,14                     |
| Матола          | Матола        | 373            | 1.616.267           | 4.333,16                   |
| Матутуине       | Бела Виста    | 5.387          | 44.834              | 8,32                       |
| Округ Моамба    | Моамба        | 4.628          | 83.879              | 18,12                      |
| Округ Намаша    | Намаша        | 2.144          | 48.933              | 22,82                      |